# Илиев, Иван (борец)
Ива́н Или́ев Ива́нов (болг. Иван Илиев Иванов; 28 декабря 1946 года, село Батин, Русенская область, Народная Республика Болгария — 17 июня 2000 года, София, Республика Болгария) — болгарский борец вольного стиля, трёхкратный призёр чемпионатов Европы.

## Спортивные результаты
- Чемпионат Европы по вольной борьбе 1969 года — .
- Чемпионат мира по вольной борьбе 1969 года — без места.
- Чемпионат Европы по вольной борьбе 1970 года — .
- Чемпионат мира по вольной борьбе 1970 года — 5 место.
- Чемпионат Европы по вольной борьбе 1972 года — .
- Победитель Международного турнира «Дан Колов[болг.]» 1972 года. Награждён золотым поясом «Дан Колов» как лучший болгарский борец.

## Скандал на Чемпионате мира 1969 года
На Чемпионате мира по вольной борьбе 1969 года в Мар-дель-Плата в весовой категории до 82 кг в финальной стадии участвовали Иван Илиев, Гурам Сагарадзе (СССР) и Фред Фоззард (США). В схватке Фоззард — Сагарадзе американский борец сенсационно одержал победу на туше. В схватке Илиев — Фоззард болгарский борец выиграл по баллам. Таким образом от исхода схватки Илиев — Сагарадзе зависело распределение медалей, победа Сагарадзе выводила на первое место американского борца. Перед этой схваткой тренер сборной США Уильям «Билл» Фаррелл обратился в судейскую коллегию с заявлением, что по его сведениям болгарский и советский борцы собираются провести договорную схватку. В состоявшемся поединке Иван Илиев одержал чистую победу, которая выводила его на первое место. Однако судьи посчитали, что результат схватки сфальсифицирован, дисквалифицировали и лишили медалей Ивана Илиева и Гурама Сагарадзе. Чемпионом мира был объявлен Фред Фоззард, серебряная и бронзовая медаль не были вручены.

См. результаты турнира по вольной борьбе в весовой категории до 82 кг.

Болгарская сторона подала протест, который не был удовлетворен Международной федерацией объединенных стилей борьбы (FILA). Болгарская Федерация борьбы (БФБ), не согласная с вердиктом FILA, в своих документах по состоянию на 2020 год указывала Ивана Илиева как чемпиона мира по вольной борьбе 1969 года. Аналогичная информация указывается и в других болгарских спортивных источниках.

## Признание
В Варне проводится ежегодный Международный юношеский турнир «Петко Сираков-Иван Илиев».